# Nadeschda Alexandrowna Teffi

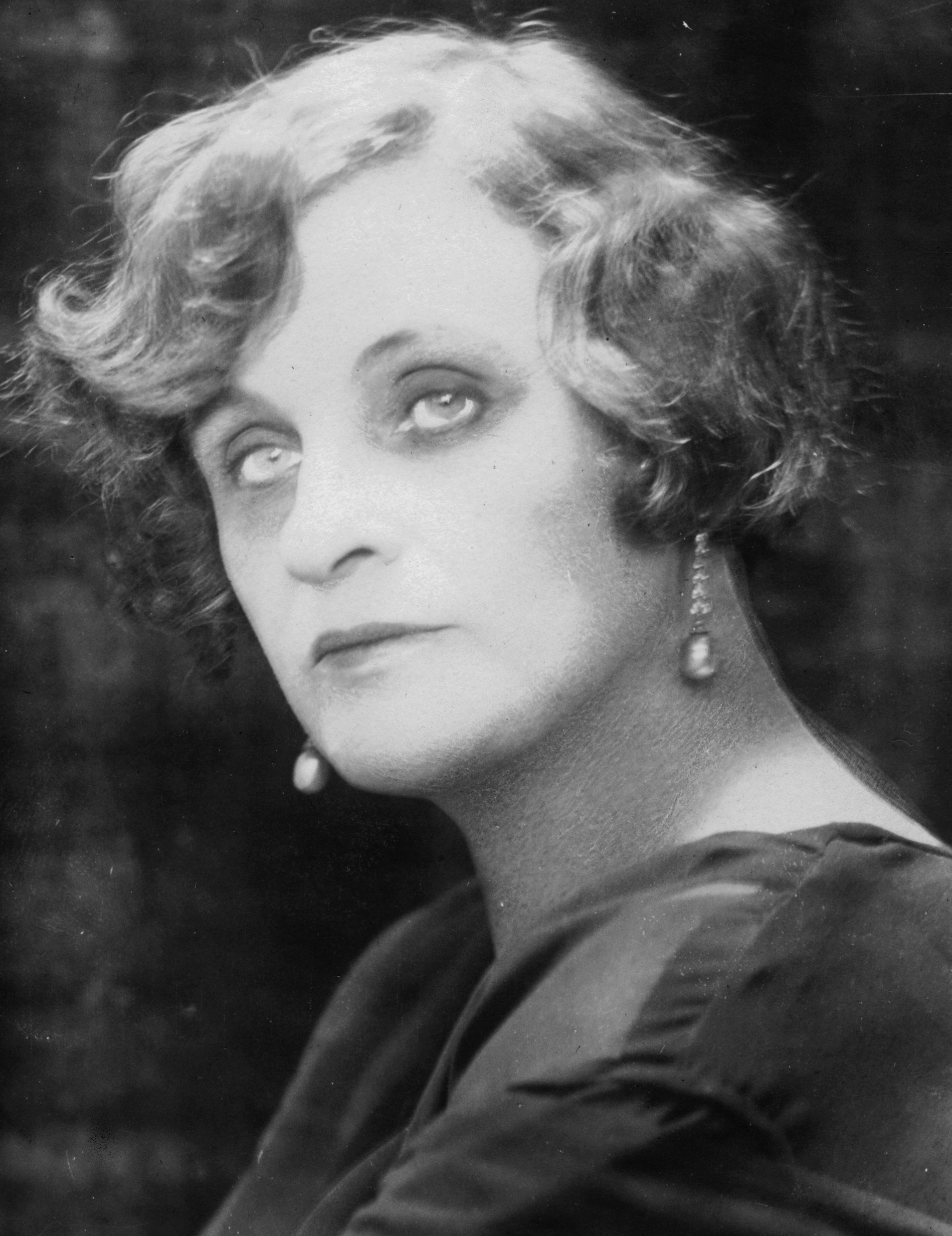
Nadeschda Alexandrowna Lochwizkaja (Pjotr Schumow, um 1930)

Nadeschda Alexandrowna Lochwizkaja (russisch Надежда Александровна Лохвицкая; * 26. Apriljul. / 8. Mai 1872greg. in St. Petersburg; † 6. Oktober 1952 in Paris) war eine russische Schriftstellerin und Dichterin. Für ihre literarischen Arbeiten benutzte sie das Pseudonym Teffi (russisch Тэффи).

## Leben
Lochwizkajas Eltern waren der adlige Rechtsanwalt Alexander Wladimirowitsch Lochwizki (1830–1884) und seine Frau Warwara Alexandrowna. Lochwizkajas ältere Schwester war die Dichterin Marija Alexandrowna Lochwizkaja.
Lochwizkaja besuchte in St. Petersburg das Liteinaja-Mädchengymnasium mit Abschluss 1890. Von Kindheit an liebte sie die klassische russische Literatur. Sie interessierte sich für die zeitgenössische Literatur und Kunst und war mit Alexander Benois befreundet. Nach der Schule heiratete sie den polnischen Richter Wladislaw Butschinski, lebte nach Geburt ihrer ersten Tochter 1892 mit der Familie auf einem Landgut bei Mogiljow. Nach Geburt ihrer zweiten Tochter Jelena und ihres Sohnes Janek trennte sie sich 1900 von ihrem Mann und kehrte nach St. Petersburg zurück, wo sie ihre literarische Karriere begann. Ihr Pseudonym Teffi benutzte sie erstmals bei ihrer zweiten Veröffentlichung in der Zeitschrift Teatr i Isskustwo im Dezember 1901 – vermutlich deshalb, um nicht mit ihrer älteren Schwester verwechselt zu werden. In einem Interview stimmte sie dem befragenden Journalisten zu, den der Name an Rudyard Kipling erinnerte, stellte aber gleichzeitig einen Bezug zu einem englischen Gedicht her.
Lochwizkaja war ständige Feuilletonistin der St. Petersburger Börsenzeitung und des Russkoje Slowo. Die Russische Revolution 1905 begleitete sie mit satirischen Gedichten und Kommentaren. In der 1908 gegründeten Wochenzeitung Satirikon, die von ihrem Freund Arkadi Timofejewitsch Awertschenko geleitet wurde, war sie eine führende Mitarbeiterin. 1910 erschien ihr erstes Buch mit Gedichten und ein Sammelband mit humoristischen Erzählungen.

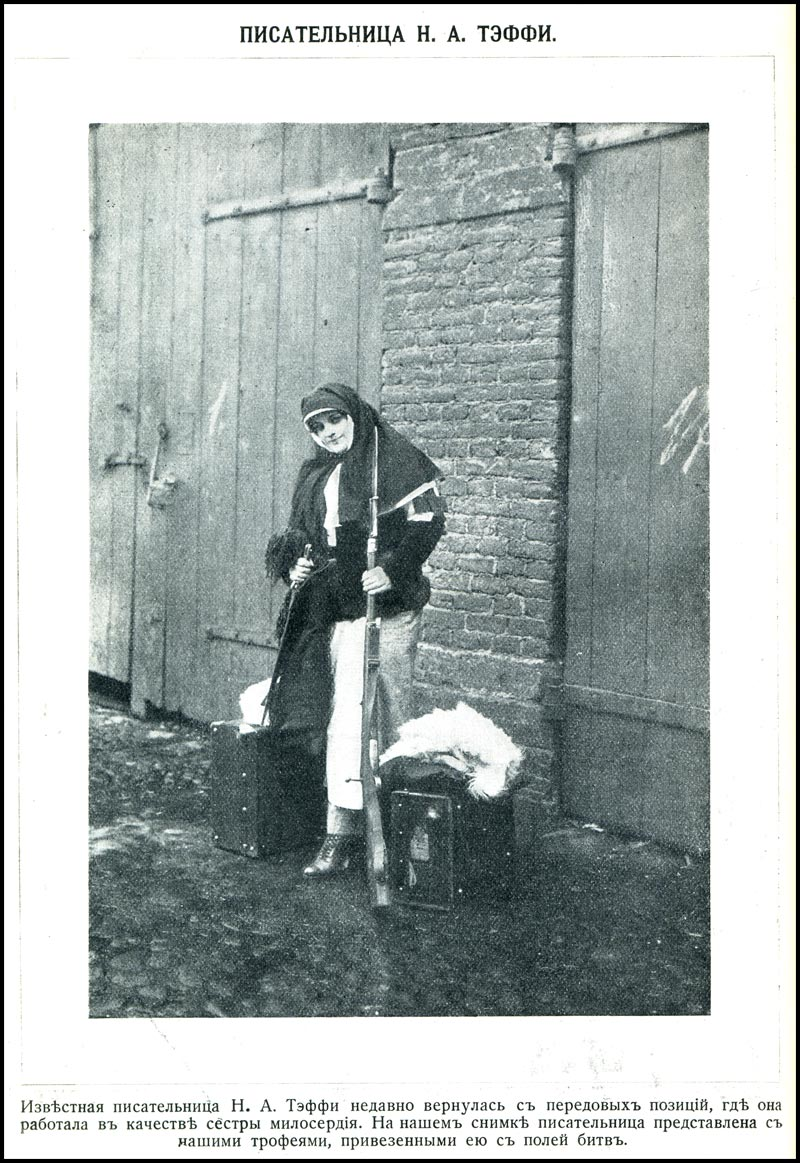
Teffi im Ersten Weltkrieg bei der Rückkehr von ihrem Dienst als Barmherzige Schwester (1915)

Als nach der Oktoberrevolution das Russkoje Slowo verboten wurde, trat Lochwizkaja literarisch in Kiew und Odessa auf. Sie kam bis Noworossijsk, von wo sie im Sommer 1919 in die Türkei ausreiste. Bereits im Herbst 1919 war sie in Paris, wo sie  im Februar 1920 zwei Gedichtbände veröffentlichte. Im April 1920 organisierte sie einen literarischen Salon. 1922–1923 lebte sie in Deutschland. Seit Mitte der 1920er Jahre lebte sie mit Pawel Andrejewitsch Tikston zusammen, der 1935 starb. Lochwizkaja war unter anderem befreundet mit Amalija Ossipowna Fondaminskaja und ihrem Mann Ilja Issidorowitsch Fondaminski, der nach dem Tod seiner Frau 1935 ein Buch mit Erinnerungen auch an die gemeinsame Freundin herausbrachte. In den 1930er Jahren wandte Lochwizkaja sich der Memoiren-Literatur zu. Sie schrieb autobiografische Erzählungen und literarische Porträts bekannter Personen, denen sie begegnet war, darunter Rasputin, Lenin, Kerenski, Alexandra Kollontai, Fjodor Sologub, Konstantin Balmont, Ilja Repin, Arkadi Avertschenko, Sinaida Hippius, Dmitri Mereschkowski, Leonid Andrejew, Alexei Remisow, Alexander Kuprin, Iwan Bunin, Igor Sewerjanin, Michail Sespel und Wsewolod Meyerhold.
Während des Zweiten Weltkrieges blieb Lochwizkaja krankheitsbedingt in Paris. Sie veröffentlichte nichts in Ausgaben von Kollaborateuren, obwohl sie verarmt war und hungerte. Ab und zu las sie aus ihren Werken vor Emigranten, deren Zahl immer geringer wurde.
Nach der Totenmesse in der Pariser Alexander-Newski-Kathedrale wurde Lochwizkaja auf dem Russischen Friedhof von Sainte-Geneviève-des-Bois begraben. Ihre Werke sind im Internet zu finden. Nach ihrem Tode wurden einige Erzählungen Lochwizkajas in der UdSSR verfilmt (1967, 1974 und 1980).

## Deutsche Übersetzungen
- Teffy: Champagner aus Teetassen. Meine letzten Tage in Russland. Aus dem Russischen von Ganna-Maria Braungardt. Hrsg. von Christa Ebert. Aufbau Verlag, Berlin 2014, ISBN 978-3-351-03412-2
- N. Teffi: Ein verdächtiger junger Herr. (Kurzroman in 33 Fortsetzungen.) Deutsch von Elsa Brod und Mary von Pruß-Glowatzky. In: Prager Tagblatt, 12. Januar bis 18. Februar 1933 (Digitalisat bei ANNO)

Kurzgeschichten etc. in Periodika
- N. Teffy: Das dämonische Weib. Aus dem Russischen von Elsa Brod. In: Neues Wiener Journal, 15. Februar 1926, S. 5 (Digitalisat bei ANNO)
- N. Teffy: Der Flieger. Aus dem Russischen von Elsa Brod. In: Neues Wiener Journal, 17. Februar 1928, S. 3 f. (Digitalisat bei ANNO)